# Sepsis mediana
Sepsis mediana är en tvåvingeart som beskrevs av Iwasa 1989. Sepsis mediana ingår i släktet Sepsis och familjen svängflugor. Inga underarter finns listade i Catalogue of Life.